# Ian Nelson
Pour les articles homonymes, voir Nelson.
Ian Michael Nelson (né le 10 avril 1995[réf. nécessaire]) est un acteur, chanteur[réf. nécessaire] et danseur[réf. nécessaire] américain. Il vit à Winston-Salem, en Caroline du Nord (États-Unis).

## Biographie
Il a participé au Macy's Thanksgiving Day Parade à New York pendant les 3 dernières années.

## Filmographie

### Cinéma
- 2012 : Hunger Games : Garçon du District 3
- 2013 : Alone yet Not Alone (en) : Jeune Owen
- 2013 : Medeas (en) : Micah
- 2014 : Le Juge (The Judge) : Eric
- 2014 : Une seconde chance (The Best of Me) : Jared Reynolds
- 2014 : Barefoot : Jerry Wheeler
- 2015 : Un voisin trop parfait (The Boy Next Door) : Kevin
- 2017 : Freak Show : Flip

### Séries télévisées
- 2003 : Cold Case : Affaires Classées : Gary Cardiff (saison 1 épisode 18)
- 2013 - 2017 : Teen Wolf : Derek Hale (jeune) (saison 3 épisode 8 - saison 4 épisodes 1-2)
- 2014 : Esprits criminels : William Pratt (saison 10 épisode 7)
- 2017 : New York, unité spéciale : Éric Hendricks (saison 18, épisode 9)